# جاي د. والش
جاي د. والش (بالإنجليزية: JD Walsh)‏ هو مدرب كرة سلة أمريكي، ولد في 25 أكتوبر 1972.